# 최수환 (음악가)
최수환(1974년 7월 25일 ~ )은 대한민국의 음악가이다.
음악 밴드 옐로우키친의 기타리스트이자 메인 송 라이터로 가장 많이 알려져 있다.
최수환은 홍대씬이 많은 클럽들로 유명세를 타기 이전 (1996년 경)부터 지금은 전설이 된 클럽 드럭에서 활동하던 뮤지션이다. 당시 그가 활동하던 밴드 옐로우키친 은 최수환(기타,보컬), 여운진(베이스), 김책(드럼)의 라인업으로 지금은 대중적인 인기를 얻게 된 크라잉 너트, 갈매기 등과 드럭에서 공연을 갖곤 했다.

## 참여 그룹과 앨범
- 1996년 [옐로우키친] '아워 네이션 1집 Our Nation Vol.1' (크라잉넛& Yellow Kitchen)
- 1998년 [옐로우키친] '99 And Yellow Kitchen'
- 2011년 'Dispersion Temporelle'